# نشان آذرآبادگان
نشان آذرآبادگان (انگلیسی: Order of Azarabadegan) یکی از نشان‌های افتخار در ایران است.
بر اساس قرارداد سه جانبه شوروی، انگلیس و آمریکا در تاریخ ۱۲/۱۲/۱۳۲۴ مقرر شد تا نیروهای متفقین خاک ایران را ترک کنند؛ و با توجه به متزلزل بودن وضعیت امنیت در ایران گروهی به نام فرقه دموکرات آذربایجان به رهبری جعفر پیشه‌وری و با پشتیبانی پنهان ارتش سرخ اقدام به تاسیس حکومت خودمختار آذربایجان کردند. برای رفع غائله آذربایجان دولت احمد قوام به کمک افراد محلی اقدام به شکست این گروه شبه نظامی نمود و در تاریخ ۲۱/۰۹/۱۳۲۵ این گروه را شکست داد.
به مناسبت این پیروزی توسط دولت وقت نشانی به نام نشان آذرآبادگان تهیه و به صورت رسمی به افراد تأثیرگذار در این پیروزی اهداء گردید. این نشان به کلیه افسران صفی که در ختم غائله آذربایجان، سمت فرماندهی را دارا بودند و همچنین رؤسای دوایر ستادها و ادارات یا عناصر حساس و مهمی که در تهران در این عملیات مداخله داشتند یا به پرچم کلیه هنگ‌هایی که در این عملیات شرکت داشتند، با تشخیص و تعیین کمیسیون مربوطه اعطاء می‌گردید.